# Sarindini
Sarindini è una tribù di ragni appartenente alla Sottofamiglia Synemosyninae della famiglia Salticidae.

## Distribuzione
I quattro generi oggi noti di questa tribù sono diffusi nelle Americhe: dagli USA meridionali all'Argentina.

## Tassonomia
A giugno 2011, gli aracnologi riconoscono quattro generi appartenenti a questa tribù:
- Erica Peckham & Peckham, 1892 — dal Panamá al Brasile (1 specie)
- Martella Peckham & Peckham, 1892 — dal Messico all'America meridionale (12 specie)
- Parafluda Chickering, 1946 — dal Panamá all'Argentina (1 specie)
- Sarinda Peckham & Peckham, 1892 — dagli USA meridionali all'Argentina (17 specie)